# Bulu (Sukomoro)
Bulu is een bestuurslaag in het regentschap Magetan van de provincie Oost-Java, Indonesië. Bulu telt 1618 inwoners (volkstelling 2010).